# Cody of the Pony Express
Cody of the Pony Express é um seriado estadunidense de 1950, gênero Western, dirigido por Spencer Gordon Bennet, em 15 capítulos, estrelado por Jock Mahoney, Dickie Moore e Peggy Stewart. Foi produzido e distribuído pela Columbia Pictures, e veiculou nos cinemas estadunidenses a partir de 6 de abril de 1950.
Foi o 42º entre os 57 seriados produzidos pela Columbia Pictures, e apresentou um jovem Buffalo Bill, interpretado por Dickie Moore, ator que iniciou sua carreira na infância, na série Our Gang. O jovem Buffalo Bill percorre longas distâncias para levar a correspondência do Pony Express, histórico correio estadunidense da segunda metade do século XIX.

## Sinopse
Mais conhecido como Buffalo Bill, William Cody ajudou a definir a imagem do velho oeste e se tornou uma das celebridades mais conhecidas dos séculos XIX e início do XX. Como um adolescente neste seriado, ele arrebanhou gado e percorreu vastas distâncias para o Pony Express, com a finalidade de sustentar a família. A trama é centrada no jovem Cody unindo forças com o Tenente Jim Archer para batalhar contra uma gangue de foras-da-lei secretamente liderada por Mortimer Black, um advogado sem escrúpulos que é tentado pela ganância em uma série de crimes, levando ao assassinato. O nome original é Cody ORourke.

## Elenco
- Jock O'Mahoney como Tenente Jim Archer
- Dickie Moore como Bill Cody
- Peggy Stewart como Linda Graham
- William Fawcett como Erza Graham
- Tom London como Doc Laramie
- Helena Dare como Ma Graham
- George J. Lewis como Mortimer Black
- Pierce Lyden como Slim Randall
- Jack Ingram como Pecos
- Rick Vallin como Denver
- Monte Montague como Avô de Jesse (não-creditado)

## Produção
Cody of the Pony Express  foi filmado em Pioneertown, Califórnia. O papel título se refere ao jovem Buffalo Bill (William F. Cody), intrepretado por Dickie Moore, ator que iniciou sua carreira na infância. Moore iniciou no cinema aos 18 meses de idade. Este foi o antepenúltimo filme de Dickie, que nos anos 1950 se aposentou do cinema, passando a a ensinar e escrever livros sobre atuação, além de representar na Broadway.

## Capítulos
1. Cody Carries the Mail
2. Captured by Indians
3. Cody Saves a Life
4. Cody Follows a Trail
5. Cody to the Rescue
6. The Fatal Arrow
7. Cody Gets His Man
8. Renegade Raiders
9. Frontier Law
10. Cody Tempts Fate
11. Trouble at Silver Gap
12. Cody Comes Through
13. Marshal of Nugget City
14. Unseen Danger
15. Cody's Last Ride

Fonte: